# José Arnáiz
José Manuel Arnáiz Díaz (* 15. April 1995 in Talavera de la Reina) ist ein spanischer Fußballspieler.

## Karriere

### Anfänge
Arnáiz begann bei der UD Talavera mit dem Fußballspielen und debütierte Anfang 2013 mit 18 Jahren in der ersten Mannschaft in der drittklassigen Segunda División B. Zur Saison 2013/14 wechselte er zu Real Valladolid und kam dort zunächst in der A-Jugend zum Einsatz. Zur Saison 2014/15 rückte Arnáiz in die zweite Mannschaft auf und kam auf acht Spiele in der Segunda División B, in denen er zwei Tore erzielte. Am 7. November 2015 kam er erstmals in der ersten Mannschaft in der zweitklassigen Segunda División zum Einsatz, für die er insgesamt – neben 31 Einsätzen in der zweiten Mannschaft (elf Tore) – fünfmal auflief. In der Saison 2016/17 setzte sich Arnáiz in der ersten Mannschaft durch und kam in 35 Ligaeinsätzen zum Einsatz, in denen er zwölf Tore erzielte.

### FC Barcelona
Am 28. August 2017 wechselte Arnáiz in die zweite Mannschaft des FC Barcelona. Er erhielt einen Dreijahresvertrag bis zum 30. Juni 2020 mit einer Option über zwei weitere Jahre. Seine Ausstiegsklausel beträgt 20 Millionen Euro und nach Ziehen der Option 40 Millionen Euro. Nachdem Arnáiz in acht Spielen in der Segunda División vier Tore erzielt hatte, debütierte er am 24. Oktober 2017 beim 3:0-Auswärtssieg gegen Real Murcia in der Copa del Rey unter Ernesto Valverde in der ersten Mannschaft, wobei er in der 56. Spielminute das 3:0 erzielte. Durch zwei weitere Pokaltore in den beiden darauffolgenden Partien im Rückspiel gegen Real Murcia und gegen Celta Vigo stellte Arnáiz Anfang Januar 2018 einen Rekord in der Geschichte des FC Barcelona auf, da er mit seinen ersten drei Torschüssen für die erste Mannschaft jeweils ein Tor erzielte. Am 7. Januar 2018 debütierte Arnáiz schließlich in der Primera División, als er beim 3:0-Sieg gegen die UD Levante in der 85. Spielminute für Sergi Roberto eingewechselt wurde.

### CD Leganés
Zur Saison 2018/19 wechselte Arnáiz für eine Ablösesumme in Höhe von fünf Millionen Euro, die sich um 500.000 Euro erhöhen kann, zum CD Leganés. Der FC Barcelona sicherte sich eine Rückkaufoption. Arnáiz unterschrieb einen Vertrag mit einer Laufzeit bis zum 30. Juni 2023.

### CA Osasuna
Im Sommer 2023 wechselte Arnaíz zu CA Osasuna.